# Alfred Klein
Alfred Klein (ur. 6 lutego 1921 w Łagiewnikach, zm. 9 lutego 2001) – polski prawnik, wykładowca Uniwersytetu Wrocławskiego.

## Życiorys

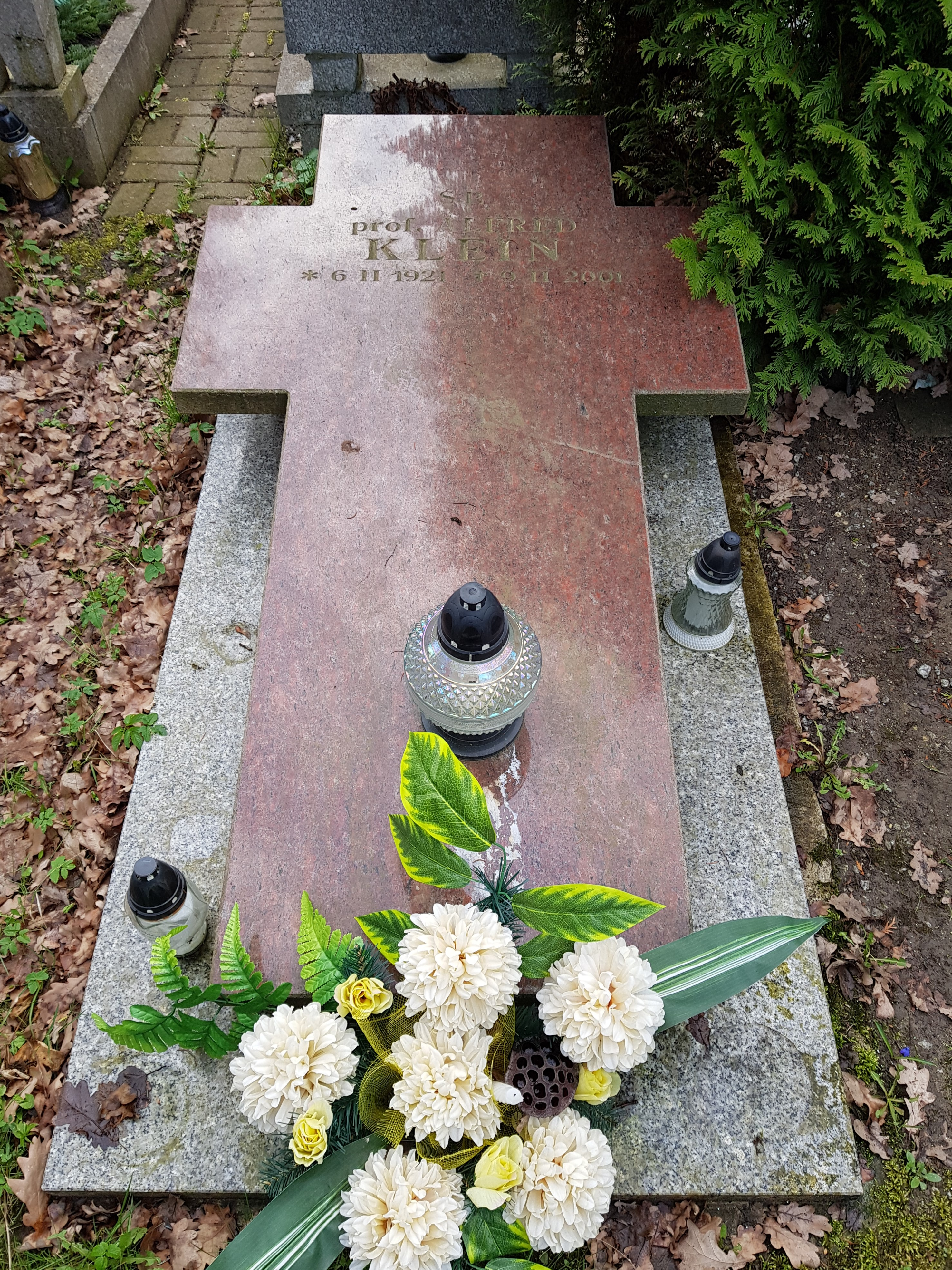
Grób prof. Alfreda Kleina na Cmentarzu Grabiszyńskim we Wrocławiu

Urodzony w 1921 r. Doktoryzował się u Józefa Fiemy w 1961 r. na podstawie pracy Elementy zobowiązaniowego stosunku prawnego, habilitację otrzymał cztery lata później. Tytuł profesora zwyczajnego i stanowisko kierownika Zakładu Prawa Obrotu Uspołecznionego uzyskał w 1969 r. Ponadto w latach 1973–1974 był prodziekanem Wydziału Prawa UWr. W swojej karierze był także kierownikiem Zakładu Prawa Gospodarczego i Handlowego UWr oraz dyrektorem Instytutu Prawa Cywilnego UWr. Pełnił funkcje państwowe jako przewodniczący Krajowej Komisji Uwłaszczeniowej, wiceprzewodniczący Komisji Reformy Prawa Cywilnego i wiceprzewodniczący Rady Legislacyjnej przy Prezesie Rady Ministrów. Zmarł w 2001 r., pochowany na Cmentarzu Grabiszyńskim we Wrocławiu.
Promotor 10 doktorów, w tym dwóch habilitowanych. Autor trzech książek, redaktor naczelny Przeglądu Prawa i Administracji.
Odznaczony Krzyżem Kawalerskim Orderu Odrodzenia Polski.